# The WB
The WB는 1995년부터 2006년까지 존재했던 미국의 텔레비전 네트워크이다. 2008년 온라인 네트워크로 부활했지만 2013년 끝으로 중단하였다.

## 같이 보기
- UPN
- The CW
- 워너브라더스